# Glutamate déshydrogénase
Pour les articles homonymes, voir GDH.
La glutamate-déshydrogénase  (GDH) est une enzyme de la voie GDH permettant l'assimilation de l'azote en molécules organiques azotées chez les végétaux. Cette voie GDH permet un transfert du NH3 sur un composé alpha-cétonique, donnant par exemple du glutamate à partir de l'alpha-cétoglutarate, par l'intervention de la glutamate-déshydrogénase.

## Réaction
La glutamate déshydrogénase catalyse la réaction suivante :
L-glutamate + H2O + NAD+ = alpha-cétoglutarate + NH3 + NADH + H+

## Occurrence naturelle
La glutamate déshydrogénase est ubiquitaire chez les mammifères.